# NGC 3577
NGC 3577 este o hi (21cm) source⁠(d) situată în constelația Ursa Mare. A fost descoperită în 1 aprilie 1788 de către William Herschel.